# E482 (Ecuador)
De E482 of Vía Colectora Montecristi-Nobol (Verzamelweg Montecristi-Nobol) is een secundaire nationale weg in Ecuador. De weg loopt van Montecristi naar Piedrahita, ook wel Nobol genoemd en is 181 kilometer lang.